# トナリド
トナリド（英: Tonalide）は、化学式C18H26Oで表される、多環状合成ムスクの一つである。トナリドの名称は、Polack's Frutal社の商標である。

## 用途
甘くウッディな香りを持ち、化粧品などに広く使用される。残香を重視する洗剤や柔軟剤、酸・アルカリや光、熱に強いことから漂白剤などにも使われる。テトラリン骨格を持つ合成ムスクとしては最も流通が多く、生産量は年間2000トンを超える。l体はムスク香、d体は甘い香りを持つが、市販品はdl体である。構造異性体にジボダン社のベルサリドがあるが、神経毒性から、香料としての使用は禁止された

## 合成
製法については多くの研究があり、塩化アルミニウムを触媒としてp-シメンとテトラメチルエチレンを縮合させたのち、塩化アセチルでアセチル化することにより得られる。テトラメチルエチレンに代えて3,3-ジメチル-1-ブテン、または硫酸を触媒としてピナコリルアルコールを使う方法、p,α-ジメチルスチレンやトルエンを出発点とする方法もある。